# Juan Manuel Delgado Moreno
Juan Manuel Delgado Moreno – noto solo come Juanma – (Huelva, 13 gennaio 1977) è un ex calciatore spagnolo, di ruolo difensore.